# Onychiurus subtenuis
Onychiurus subtenuis är en urinsektsart som beskrevs av James P. Folsom 1917. Onychiurus subtenuis ingår i släktet Onychiurus och familjen blekhoppstjärtar. Inga underarter finns listade i Catalogue of Life.